# Castell d'Herbers
El castell d'Herbers és una casa-palau que està situada al poble d'Herbers, a la comarca dels Ports al nord del País Valencià. Pertanyent al Baró d'Herbers, està situada en la part més alta del poble, des d'on domina tota la vila i gran part del terme. Aquest edifici s'atribuïx al segle xiv pels seus merlets i finestres gòtiques, així com per les característiques de la seva façana, encara que ha sofert diferents modificacions en segles posteriors.

## Descripció
De planta rectangular, la seva fàbrica és de maçoneria i carreus en els cantons. Disposa de dues plantes i la coberta és a dues aigües amb teula àrab. Aquesta coberta està donada suport sobre cinc fileres de pilars de carreus de planta quadrangular sobre la qual estan les bigues de càrrega. Sobre la porta, de mig punt, hi ha una balconada del segle xvi i a la dreta d'aquest dos amplis finestrals gòtics bessons amb rosassa calada. Al costat esquerre de la balconada, una finestra quadrada amb reixa de trama forjada del segle xvi, i damunt altra més petita de mig punt. En la part més elevada, tres finestres idèntiques que anuncien una clara influència de l'arquitectura aragonesa. Entre la porta i la balconada, es troba un escut nobiliari amb vuit casernes i corona perfilada corresponent a l'estirp dels senyors que van fundar la noble casa.

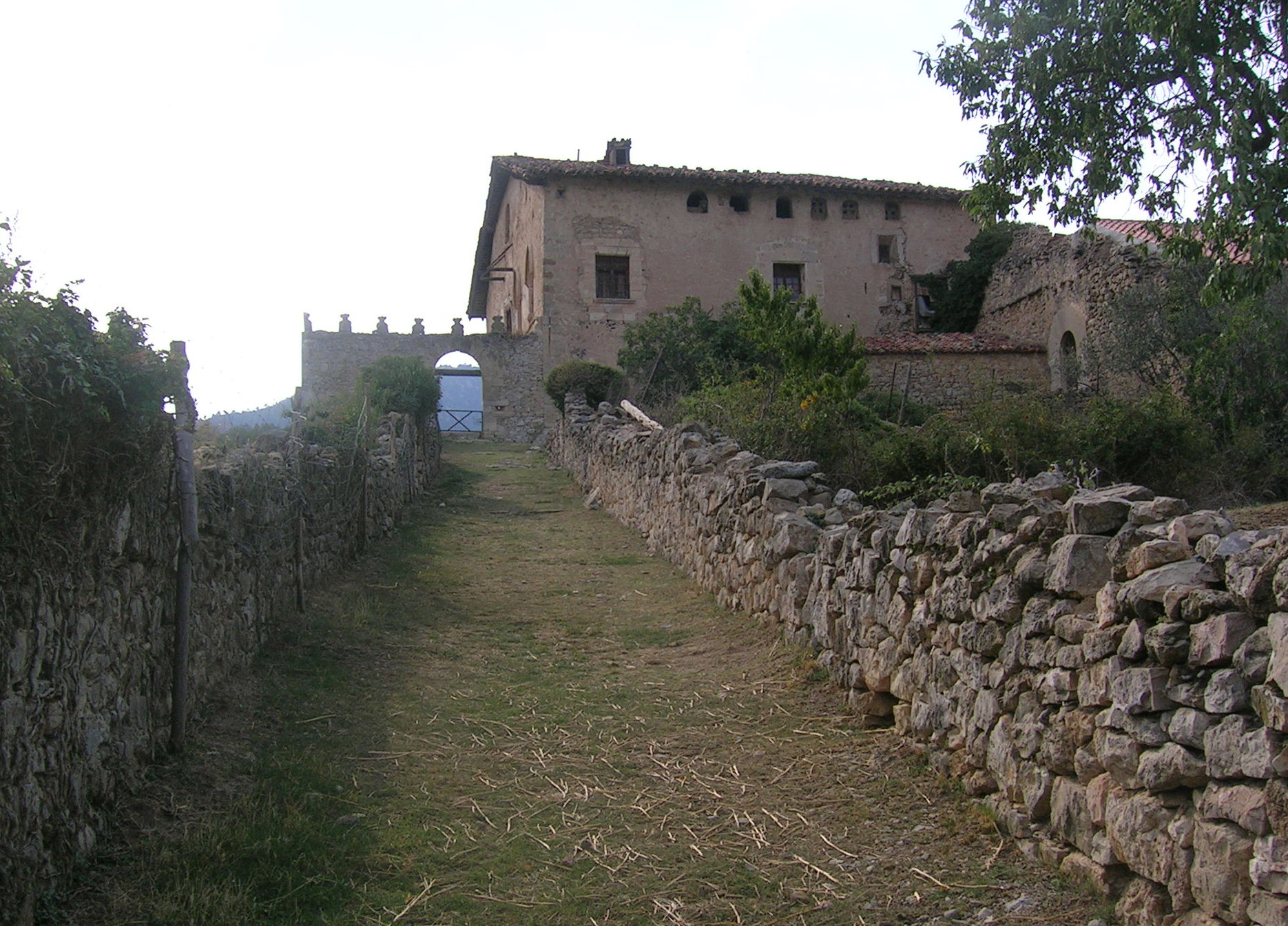
Accés a la casa-palau

S'accedeix al recinte fortificat per un camí que puja des de la plaça de l'Església; una muralla emmerletada defensa la casa-fortalesa i dona pas al que seria el pati d'armes, encara que reduït per a tal menester. En la resta de façanes es poden observar nombroses finestres, moltes d'elles modificades i una d'elles, en la façana posterior, convertida en balconada de fusta tornejada. La façana dreta, en la qual destaquen en la part superior unes finestres de tipus aragonès, té adossades les dependències que feien funció de graners, llagar i dipòsits als quals s'accedeix per una magnífica porta del segle xiv o xv anomenada dels delmes, per ser allí on els vassalls lliuraven al seu senyor la part que li corresponia dels mateixos i que representava la meitat del recollit, una vegada descomptada un lliura pel lloguer del graner. En la part posterior es troba, al costat del dipòsit dels delmes, la nevera amb una esplèndida columna central de pedra. Una intacta porta de mig punt del segle xiv duu a l'interior de l'edifici.

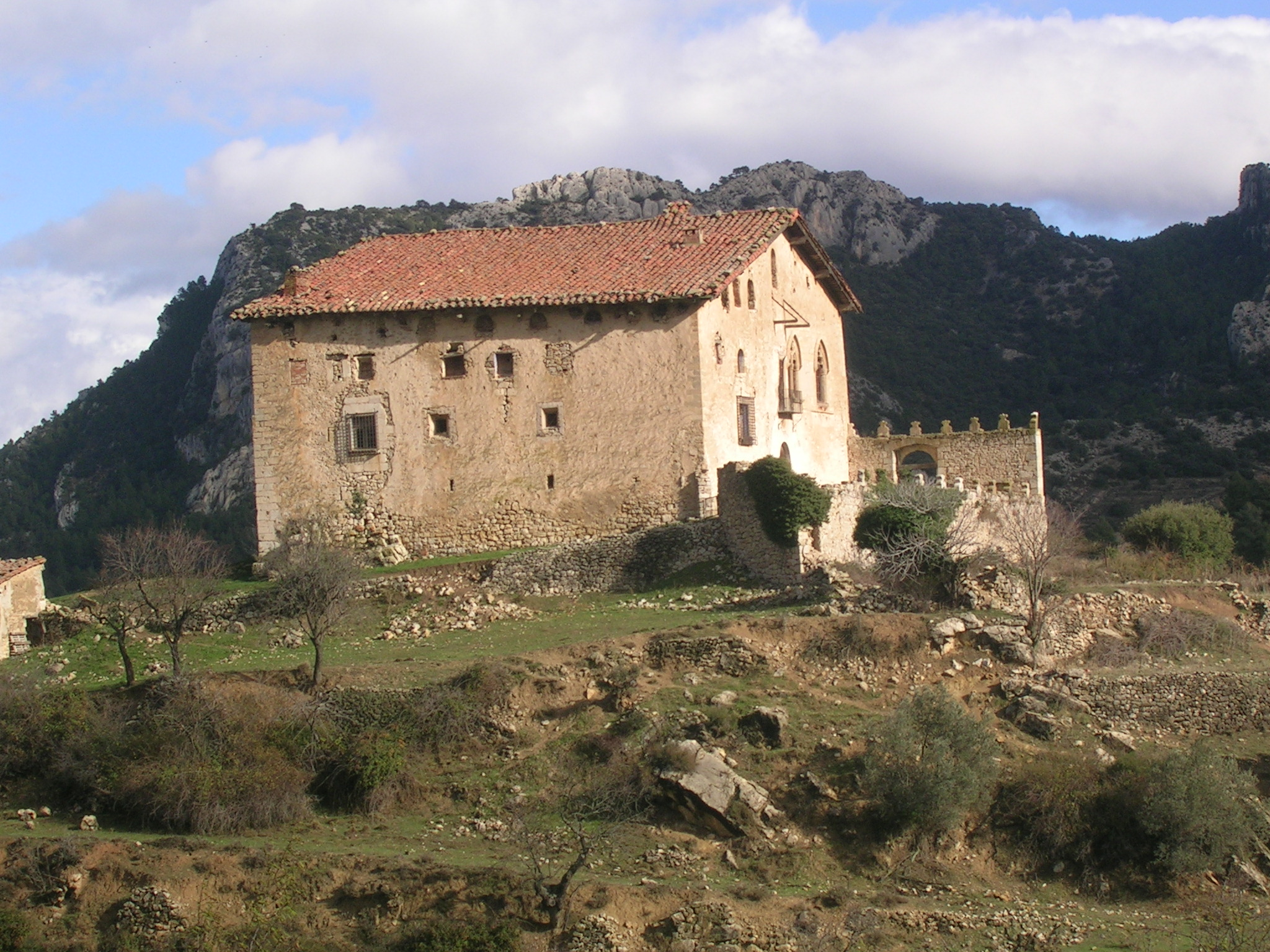
Vista general del castell

En l'interior del castell, el vestíbul de l'entrada, pavimentat de còdols, dona a una escala principal en forma d'angle que ocupa tot el front. A la seva dreta es troba un ampli celler amb els seus gegantescs tonells encaixats; a l'esquerra queda altra escala que conduïx a les estances. En el primer i únic replà s'uneixen dos llindars de pedra llaurada: el primer dona pas a una habitació que reflecteix els molt variats usos que va ser destinada; pel segon, després d'una molt grossa porta d'ennegrida fusta, es penetra en la masmorra del castell, on es poden apreciar moltes inicials i noms amb dates i creus, destacant una per la seva grandària corresponent al dia 29 de març de 1762. Pujant l'escala principal, s'accedeix a un espaiós saló en el qual destaquen dues arques de filigranada talla que recorda els fins traços ogivals persistents en l'edifici. En aquest saló, segur destinat a múltiples recepcions, recauen diferents portes que conduïxen a nombroses dependències distribuïdes pel castell. Vestigis i retrats pintats recorden la nissaga dels antics habitants en ambients de segles passats. Suportant una porta campeja un gran escut amb corona i vuit casernes que van saber els primers barons guanyar.

## Història

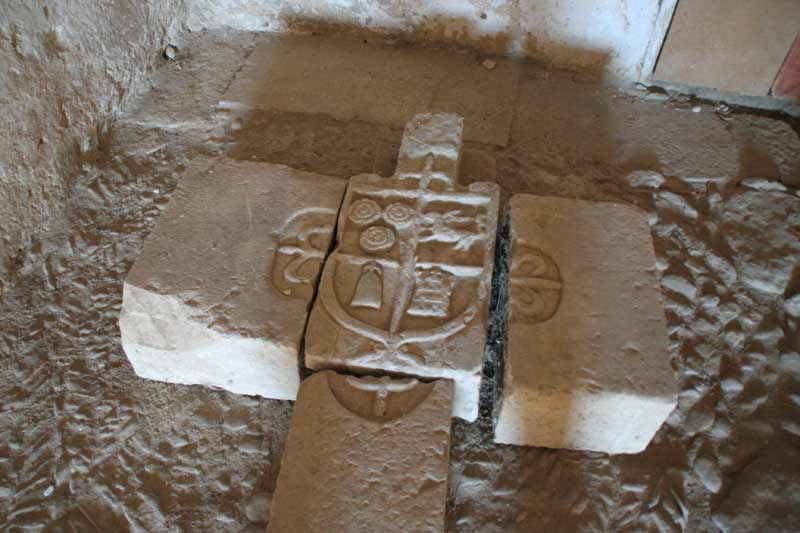
Emblema dels Barons d'Herbers

Els Garcés hagueren de construir molt aviat la seva casa forta, encara que només fora com símbol de senyoria i residència quan els senyors es trobaven en el lloc. Es tracta del castell que van intentar destruir els vassalls en 1325, després de la reunió tinguda en el porxo de l'església parroquial de San Bartomeu, on normalment residia l'alcaid. Per l'Índex de l'Arxiu Municipal morellà del segle xviii, es coneix que els castells i fortificacions del País Valencià van sofrir enderrocaments o intents d'enderrocaments en diferents èpoques així com les oportunes reconstruccions. El document fa referència al castell d'Herbers, així com als d'altres pobles de la zona com Cinctorres, Sorita, Castellfort, La Todolella, Forcall, Vilafranca o Ortells, encara que aparentment la majoria de vegades aquestes disposicions no es van complir, o es van acatar només en part. El Baró Esteban de Cubells, per exemple, va mantenir a principis del segle xv durs plets a València amb el poble de Morella perquè aquests van fer derrocar el castell del lloc.
Cinc famílies van ostentar el títol de Baró d'Herbers, la primera d'elles els Garcés. Després els Centelles, per matrimoni i els Cubells per la pèrdua del títol dels anteriors en 1380. Van arribar després per matrimoni els Valls, que es van trobar finalment amb els Ram de Viu, últims senyors propietaris d'Herbers i detentadors del títol de Baró d'Herbers. Destaca entre aquests últims Rafael Ram de Viu i Pueyo, alcalde-corregidor de la ciutat de València i important militar en la Guerra de la Independència espanyola i la Primera Guerra Carlina.